# Ylivieska
Ylivieska [ˈyliviɛskɑ] ist eine Kleinstadt in Nordwestfinnland. Sie liegt rund 130 km südlich der Stadt Oulu in der Landschaft Nordösterbotten.

## Geschichte
Ylivieska ist seit 1867 eine eigenständige Gemeinde. Sein Wachstum verdankte der Ort nach 1886 dem Bau der Eisenbahnstrecke von Helsinki nach Rovaniemi, die an dieser Stelle einen weiteren bedeutenden Verkehrsweg der Region kreuzt, den Fluss Kalajoki. 1971 wurden Ylivieska die Stadtrechte verliehen.
Ylivieska ist heute das wirtschaftliche und kulturelle Zentrum des Kalajokitales (Kalajokilakso) und Sitz einer Verwaltungsgemeinschaft (seutukunta), der sich neben Ylivieska die Gemeinden Alavieska, Merijärvi, Sievi, Oulainen und Kalajoki angeschlossen haben.
War in der Vergangenheit die Landwirtschaft, insbesondere Viehhaltung und Milchwirtschaft, der Haupterwerbszweig, so haben sich in den letzten Jahrzehnten zunehmend mittelständische Industrie- und Dienstleistungsbetriebe angesiedelt. In jüngster Zeit hat sich der Ort insbesondere zum Zentrum des Automobilhandels der Region entwickelt; jährlich wechseln hier rund 6000 Autos den Besitzer.

## Politik

### Verwaltung
Wie in den meisten ländlichen Gegenden Finnlands ist in Ylivieska die Zentrumspartei die stärkste Partei. Im Gemeinderat stellt sie 17 von 35 Abgeordneten. Es folgen die beiden anderen großen Parteien des Landes: Die Nationale Sammlungspartei ist mit sechs, die Sozialdemokraten fünf Sitzen im Gemeinderat vertreten. Bei der Parlamentswahl 2007 hatten die Sozialdemokraten mit fast 30 % der Stimmen noch deutlich vor der Sammlungspartei gelegen. Die Wahren Finnen zogen 2012 mit vier Abgeordneten in den Gemeinderat ein. Weiterhin im Gemeinderat vertreten sind das Linksbündnis, die Christdemokraten und der Grüne Bund mit je einem Sitz.
| Partei                    | Wahlergebnis 2012 | Sitze |
| ------------------------- | ----------------- | ----- |
| Zentrumspartei            | 47,9 %            | 17    |
| Nationale Sammlungspartei | 16,0 %            | 6     |
| Sozialdemokraten          | 13,3 %            | 5     |
| Wahre Finnen              | 11,2 %            | 4     |
| Linksbündnis              | 4,9 %             | 1     |
| Christdemokraten          | 3,5 %             | 1     |
| Grüner Bund               | 3,3 %             | 1     |

## Städtepartnerschaften
- Malung, Schweden
- Voss, Norwegen
- Ringe, Dänemark
- Viimsi, Estland
- Walden, Kanada

## Söhne und Töchter
- Kyösti Kallio (1873–1940), Politiker, Minister- und Staatspräsident
- Tapani Haapakoski (* 1953), Leichtathlet
- Minttu Mustakallio (* 1973), Schauspielerin
- Hannu Rajaniemi (* 1978), Science-Fiction- und Fantasyautor